# آلوتشة فولاد لو (فولاد لوي الشمالي)
آلوتشة فولاد لو (بالفارسية: آلوچه‌فولادلو) هي قرية تقع في إيران في أردبيل. يقدر عدد سكانها بـ 291 نسمة بحسب إحصاء 2016.